# ヒューマンインデックス
株式会社ヒューマンインデックス（ひゅーまんいんでっくす、humanindex Co.,Ltd. ）は、長野県上田市に本社を置く株式会社である。なお、東京都に本社を置く同業のヒューマンリソシアとは無関係。

## 沿革
- 2005年9月 - ヒューマンリソース企業組合を設立
- 2006年9月 - 業務拡張に伴い、上田市常田に事務所を移転
- 2006年10月 - 企業組合から株式会社に組織変更。称号を株式会社ヒューマンインデックスに変更
- 2006年11月 - 長野県の求人サイト『ジョブズゴー』運営開始
- 2007年5月 - 人材派遣業開始
- 2008年10月 - 長野営業所、新設
- 2010年11月 - 本社を長野県上田市常田2-13-4に移転
- 2014年3月 - 長野県上田市より委託され人材育成事業を開始
- 2014年5月 - 長野県の求人サイト『ジョブズゴー』リニューアル
- 2016年1月 - 松本営業所、新設